# محسن همراز
میرزا محسن فاضل‌الملک (۱۲۶۲–۱۳۲۹) فرزند محمدصالح مداح بروجردی که نام خانوادگی همراز برگزید، متولد بروجرد ،قاضی دوران قاجار و وکیل دادگستری و نماینده مجلس شورای ملی در دوران پهلوی بود. او در زمان رضاشاه وکالت دربار را به عهده داشت.او همچنین وکالت آستان قدس رضوی را به عهده داشت.
محمد صالح مداح بروجردی پدر میرزا محسن همراز فردی دانشمند ،شاعر و جهانگرد بود .
میرزا محسن در مدارس دینی تحصیل کرد و پس از روی کار آمدن نظام مشروطه وارد حرفه قضاوت عدلیه شد. پس از آنکه علی‌اکبر داور با رسیدن به وزارت عدلیه در زمستان ۱۳۰۵ تشکیلات قضائی تهران را منحل کرد، فاضل‌الملک از شغل قضاوت دست کشید و سال بعد پروانه وکالت دادگستری گرفت و از وکلای زبردست و سرشناس شد تا جایی که وکالت دعاوی مربوط به دربار شاهنشاهی را به عهده گرفت. به همین سبب به تیمورتاش وزیر دربار نزدیک شد و در سال ۱۳۰۷ به نمایندگی تالش در مجلس شورای ملی رسید.
با اینحال احمد کسروی درباره وی می گوید: "فاضل الملک گذشته از اینکه بسیاری از دعوی هایش بی پایه و زورآمیز بود چه خودش و چه شاگردانش قانون کم می دانستند، این است که عرض حال ها که  دادی درست نبودی. دیگران به اینها ننگریسته و چه از ترس و چه از چشمداشت کارهای او را راه انداخته از خود خشنود گردانیدندی."
از محسن همراز در دوره‌های هشتم و نهم نیز نماینده تالش بود و از دوره دهم تا دوره سیزدهم به نمایندگی استرآباد (گرگان) به مجلس شورای ملی رفت. پس از شهریور ۱۳۲۰ از سیاست کناره گرفت و تنها به وکالت دادگستری پرداخت.